# Yasir Butt
Pour les articles homonymes, voir Butt.
Yasir Butt , né le 3 juillet 1988 à Lahore, est un joueur professionnel de squash représentant le Pakistan. Il atteint en juillet 2008 la 40e place mondiale sur le circuit international, son meilleur classement. 

## Biographie
Il est un junior très prometteur, remportant le British Junior Open dans la catégorie Garçons moins de 17 ans en 2003 et échouant en finale des championnats du monde junior face à Ramy Ashour en 2004. Sa plus belle performance est lors du Windy City Open 2012 quand il sort des qualifications pour se hisser en finale après des victoires sur le champion du monde junior Marwan El Shorbagy, Shawn Delierre et Mohamed Reda pour s'incliner en finale face à Saurav Ghosal.

## Palmarès

### Titres
- Championnats d'Asie par équipes : 2010

### Finales
- Windy City Open : 2012
- Open de Dayton : 2011